# Одеська (станція метро, Київ)
«Одеська» — перспективна та проєктована кінцева станція Оболонсько-Теремківської лінії Київського метрополітену. Розташована буде після станції «Теремки», біля житлових масивів «Теремки-2» та «Теремки-3» та має стати кінцевою.

### Назва
Назва обрана на честь Одеської площі, яка, своєю чергою, названа через напрямок автошляху міжнародного значення М05E95 (Київ — Одеса).